# Fernando Grostein
Fernando Grostein Escobar de Andrade (São Paulo, 30 de janeiro de 1981), é um cineasta, músico e produtor brasileiro. Seu trabalho abrange cinema, música e tecnologia, explorando diferentes formas de narrativa e inovação. 
Em 2024, sua produtora, Cosmic Dog Studios, foi responsável pela transmissão do primeiro curta-metragem em ultra-alta-definição via comunicação óptica a laser no espaço, através da sonda interplanetária Psyche, da NASA. O feito demonstrou a viabilidade da comunicação óptica no espaço profundo e marcou um avanço na exploração espacial. A trilha sonora do curta foi composta pela dupla FernandoS, de Fernando Grostein e Fernando Siqueira e pelo produtor musical Fernando Garibay, conhecido por seu trabalho no álbum Born This Way de Lady Gaga. 
Paralelamente, iniciou uma trajetória musical ao lado de Fernando Siqueira, formando a dupla FernandoS. O projeto combina influências do indie, MPB e folk, tendo se apresentado em locais como o Bona Casa de Música e o Manouche. Em 2024, lançaram o EP FernandoS pela Virgin Music Brasil, explorando temas de identidade e emoção através da música.
No cinema, dirigiu documentários como Coração Vagabundo, com Caetano Veloso, e Quebrando o Tabu,que discute alternativas para a guerra às drogas. O documentário foi posteriormente adaptado para audiências internacionais pela Sundog Pictures,  produtora de Richard Branson e Sam Branson, e narrado por Morgan Freeman sob o título Breaking the Taboo. O filme contou com depoimentos de líderes mundiais como Fernando Henrique Cardoso, Bill Clinton, Jimmy Carter, Ernesto Zedillo, César Gaviria e diversos chefes de estado, abordando as falhas da política de combate às drogas e possíveis alternativas.
Grostein também produziu e dirigiu cinco episódios da série Carcereiros, uma produção da Globo, em parceria com a Spray Filmes e a Gullane Entretenimento. A série, baseada no livro homônimo de Drauzio Varella, acompanha o cotidiano de agentes penitenciários no Brasil e explora os desafios do sistema prisional. Carcereiros foi exibida na TV Globo, no Globoplay e em festivais internacionais, recebendo prêmios como o MIPDrama Screenings, em Cannes.
Em 2019, Grostein dirigiu Abe, um longa-metragem estrelado por Noah Schnapp (Stranger Things) e Seu Jorge. O filme narra a história de um garoto de 12 anos que tenta unir as culturas judaica e muçulmana de sua família por meio da gastronomia. Abe estreou no Festival de Sundance, foi exibido em mais de 27 festivais internacionais, e teve distribuição em cinemas no Japão, Brasil, Alemanha e Coreia do Sul. O filme recebeu elogios da crítica, incluindo publicações como Variety, The Hollywood Reporter e The Wall Street Journal. The Hollywood Reporter escreveu que o filme é uma "apetitosa fusão de diversas influências".
Em 2022, lançou o documentário Quebrando Mitos, uma análise da hipermasculinidade na política brasileira. O filme, exibido no Globoplay, foi considerado pelo cineasta Jorge Furtado um dos melhores filmes brasileiros recentes.
Fernando também é conhecido por seu excelente trabalho em publicidade, filmando mais de 100 campanhas para clientes como Coca-Cola, Mitsubishi Motors, Pfizer e Nestlé. Em 2009 fundou a Spray Filmes, localizada no bairro dos Jardins, que produz filmes publicitários, documentários e filmes para entretenimento. Além disso, foi incubadora da empresa NWB, que gere grandes canais de internet, incluindo o maior canal de futebol do Facebook no Brasil, Desimpedidos. Fernando dirigiu alguns dos episódios da série Carcereiros, em uma co-produção entre Spray Filmes, Globo e a produtora Gullane, que ganhou o MIPDrama Screenings 2017. Paralelo a série, o diretor também trabalha no documentário Vida de Carcereiro, que serviu de pesquisa e aprofundamento para o desenvolvimento da série. Abe, filme estrelado Noah Schnapp e Seu Jorge foi selecionado para o festival de Sundance de 2019.
Em 2025, participará do SXSW (South by Southwest) como Artista Oficial no festival de música, um dos maiores festivais de inovação e criatividade do mundo, abordando sua experiência no audiovisual, música e novas tecnologias.

## Carreira
Fernando se formou em Administração de Empresas na Fundação Getúlio Vargas em 2003, São Paulo. Posteriormente, estudou cursos de roteirização e direção na CINUSP, USC e UCLA. Começou sua carreira em comunicação na agência DM9DDB, e na rádio Jovem Pan 2 quando tinha apenas 15 anos. Com 16, começou a escrever artigos para a revista Trip e Playboy.
Em 2011 lançou seu documentário de maior expressão, Quebrando o Tabu, que abordava o tema da guerra contra as drogas. O documentário posteriormente virou uma marca e consequentemente uma página no Facebook e mídia alternativa que defende os direitos da mulher, homossexuais, luta contra o preconceito e racismo, dentre outros aspectos identitários quanto a tabu. Devido a seu trabalho renomado com documentários, Andrade dá palestras ao redor do Brasil e do Mundo. Em 2014, por exemplo, foi convidado a falar na Universidade de Harvard, no Igniting Innovation Summit on Social Entrepreneurship, onde apresentou um curta sobre seu trabalho, que viralizou e atingiu mais de 700.000 visualizações.
Andrade é muito reconhecido por seu notório trabalho social. Ele ajudou a reativar o grupo de teatro Do Lado de Cá, formado por prisioneiros de uma penitenciária de segurança máxima. Os atores depois atuaram em seu longa Na Quebrada, que conta com muitas cenas dentro da prisão. O filme foi feito para celebrar o 10º aniversário da ONG Instituto Criar. Também é um dos cofundadores do programa educacional Mapa Educação, que foi criado em 2014 com o objetivo de priorizar o assunto na pauta das eleições presidenciais. Organizou uma campanha chamada Parada Gay no Rádio, na qual várias estações de rádio tocaram apenas músicas cantadas por artistas homossexuais, para combater a homofobia no Brasil.
Em 2016 dirigiu o clipe da canção "Eu, Você, o Mar e Ela" do cantor Luan Santana.
Em 2009, fundou a Spray Filmes, uma produtora voltada para filmes publicitários, documentários e entretenimento. A empresa foi responsável pela incubação da NWB - Content Tech, uma das maiores redes de canais digitais do Brasil, incluindo o Desimpedidos, um dos principais canais de futebol do país. Em 2020, a NWB foi adquirida pelo grupo SBF por R$ 60 milhões. Além disso, Grostein foi um dos fundadores do canal Revisão de Educação e participou da transformação de Quebrando o Tabu de um documentário em uma plataforma de mídia digital, consolidando sua atuação no setor de startups e inovação em comunicação. 
Em 2011, lançou Quebrando o Tabu, documentário que influenciou debates sobre políticas de drogas no Brasil e no exterior. O projeto expandiu-se para uma plataforma digital, abordando temas como direitos das mulheres, LGBTQIA+, combate ao racismo e outras questões sociais. Como resultado desse trabalho, participou de eventos acadêmicos e sociais, incluindo uma palestra na Universidade de Harvard em 2014.
Em 2014, dirigiu o filme Na Quebrada, estrelado por jovens da periferia de São Paulo e produzido em parceria com a Globo Filmes. O longa contou com atores do grupo de teatro Do Lado de Cá, formado por presidiários, que Grostein ajudou a reativar.
Além de sua atuação no cinema e na música, Grostein tem se dedicado a explorar a interseção entre audiovisual e tecnologia.

## Prêmios
- Cannes Lions: 2 Ouros e 5 Bronzes pela campanha Últimos Desejos da Kombi da Volkswagen.[27]
- FIAP (Festival Iberoamericano de Publicidade) e Wave Awards: Ouro pela campanha EOS Conversível.
- Your Film Festival: Finalista do concurso promovido pelo Festival de Veneza e a Scott Free Productions.
- Homem do Ano pela revista GQ (2011). [28][29]
- Grande Prêmio do Cinema Brasileiro: Melhor Documentário por voto popular para Quebrando o Tabu (2012). [30]
- MIPDrama Screenings: Melhor Série por Carcereiros (2017).[31]

- Em 2024, Fernando Grostein Andrade foi nomeado um dos Young Global Leaders pelo Fórum Económico Mundial, um programa que reconhece líderes emergentes de diferentes partes do seu impacto no mundo na sociedade e compromisso com a inovação e transformação social.[32]
- Prêmio Cidadão SP, concedido pelo Catraca Livre pelo impacto social do projeto Quebrando o Tabu.

## Filmes
Em 2001 realizou seu primeiro curta chamado De Morango, o primeiro filmado em alta definição (HDTV) a 24 quadros no Brasil, com a estreia de Guilherme Berenguer, além da participação de atores conhecidos como Fernanda Rodrigues e Daniel Dantas. Este curta abriu o Festival Internacional de Brasília, a Mostra Internacional de Cinema de São Paulo e Palm Springs International Festival of Short Films.
Em 2003 Fernando embarcou em uma aventura com Caetano Veloso em São Paulo, Nova York e Japão. Por 42 dias, ele documentou o desconforto do artista com o recente sucesso de seu álbum recentemente lançado internacionalmente em inglês, revelando um outro lado do compositor. Com participações de Michelangelo Antonioni, Pedro Almodávar e David Byrne, o documentário Coração Vagabundo foi lançado pela Paramount no Brasil. Dirigido, produzido e editado por Fernando, foi reproduzido no festival It's All True Festival e no Festival de Roma, ambos em 2008. De acordo com Eric J. Lyman, do Hollywood Reporter, foi um dos destaques do fim de semana. O crítico de cinema e fundador do festival It's All True, Amir Labaki, considerou o documentário "o mais revelador retrato de Caetano". Marcelo Janot, do jornal O Globo, considerou o melhor filme da recente leva de documentários de músicos brasileiros.
Em 2010, Fernando dirigiu um curto documentário chamado Jornal do Futuro, que conta as mudanças no jornal Folha de S.Paulo durante a integração de sua própria plataforma online, Folha.com.
Em 2011, Fernando lançou o documentário Quebrando o Tabu, que posteriormente foi adaptado para os EUA e Europa como Breaking the Taboo. O documentário discute políticas alternativas para a falha guerra contra as drogas e mostra o ex-presidente brasileiro Fernando Henrique Cardoso como âncora. Traz depoimentos de Bill Clinton, Jimmy Carter, Paulo Coelho, Dráuzio Varella, Gael García Bernal e outros chefes de estado da Colômbia, Suíça, Noruega e México. Provocou o debate na mídia, escolas e até no Congresso Nacional, com um discurso memorável de Eduardo Suplicy. A revista Veja publicou um artigo de nove páginas que na qual o define como "uma reportagem meticulosa feita em 2 anos, com 168 entrevistas com personalidades".[carece de fontes?] O programa de televisão Fantástico da Rede Globo, mostrou uma reportagem de oito minutos sobre o filme e depois fez uma pesquisa sobre o assunto, 57% dos votantes foram a favor da legalização das drogas. A revista revista Trip publicou uma capa sobre o filme. Filmado em 18 cidades ao redor do mundo com cenários que variam de plantações de papoula das FARCs aos Coffeshops de Amsterdam, Quebrando o Tabu entrevistou vários líderes e pensadores, incluindo primeiros ministros, presidentes, policiais, prisioneiros e viciados em reabilitação. O filme recebeu avaliações muito positivas de jornais nacionais e internacionais, como Folha de S.Paulo e The Guardian.[carece de fontes?]
Em 2012, Fernando participou da iniciativa Colors for Love, um projeto da revista italiana Colors, dirigindo o curta Cine Rincão, que conta a história de Paulo Eduardo que, depois de ter sido vítima de um tiro no peito, foi estudar cinema no Instituto Criar - uma ONG que ensina técnicas de filmagem a adolescentes de baixa renda. No final do filme, Paulo Eduardo construiu o cinema Cine Rincão. O curta tem trilha sonora de Caetano Veloso e Lucas Lima.
Em 2014, Fernando lançou seu primeiro longa de ficção, Na Quebrada, em parceria com a Globo Filmes e produzido por Luciano Huck. Baseado em fatos reais, o filme segue a trajetória de um grupo de jovens de classe baixa, como Júnior, talentoso no conserto de televisões, Zeca, que testemunhou uma chacina, Joana, garota que sonha com a mãe desconhecida e Gerson, cujo pai está na prisão desde que nasceu. Entre histórias de perdas e violência, eles descobrem uma nova maneira de expressar as suas ideias e  emoções: o cinema. Após o término das filmagens da série Carcereiros, Fernando trabalha no documentário Vida de Carcereiro.
Em 2018, Fernando fez a direção geral, junto com Guilherme Melles, da série Quebrando o Tabu que foi lançada no canal GNT, abordando temas como aborto, prostituição, privacidade, privatização, democracia e racismo.
Em 2017, Fernando dirigiu o longa-metragem Abe, sobre um menino de 12 anos (interpretado por Noah Schnapp) do Brooklyn que tenta unir o lado muçulmano e o lado judeu da sua família através da comida, com a ajuda de um chef chamado Chico Catuaba (interpretado por Seu Jorge). O filme foi selecionado para o Festival Sundance de Cinema de 2019. A recepção da crítica foi positiva: The Hollywood Reporter escreveu que o filme é uma "apetitosa fusão de diversas influências" e o site Indiewire chamou o longa de "um charme de Sundance".

## Publicidade
Fernando dirigiu mais de 100 campanhas pela sua produtora, Spray Filmes. Ele foi responsável pela campanha do natal de 2015, da Coca-Cola. O curta de 4 minutos foi ao ar em horário nobre da Globo, o primeiro a fazer isso em 10 anos, ainda dando créditos de diretor na tela. Dentre suas campanhas mais icônicas, além da Coca-Cola, Fernando produziu a campanha de Últimos desejos da Kombi para a Volkswagen, a Billboard Radio Pride Campaign, The Open Cage Campaign para Volkswagen (misturou técnicas em 3D com cenas em helicóptero), campanha de noventa anos da Nestlé, Novos Amigos da Mitsubishi, Grafiteiros da Sprite, e Love and Color, para Arezzo em parceria com o diretor de arte Giovani Bianco.